# Chile en los Juegos Olímpicos de Estocolmo 1912

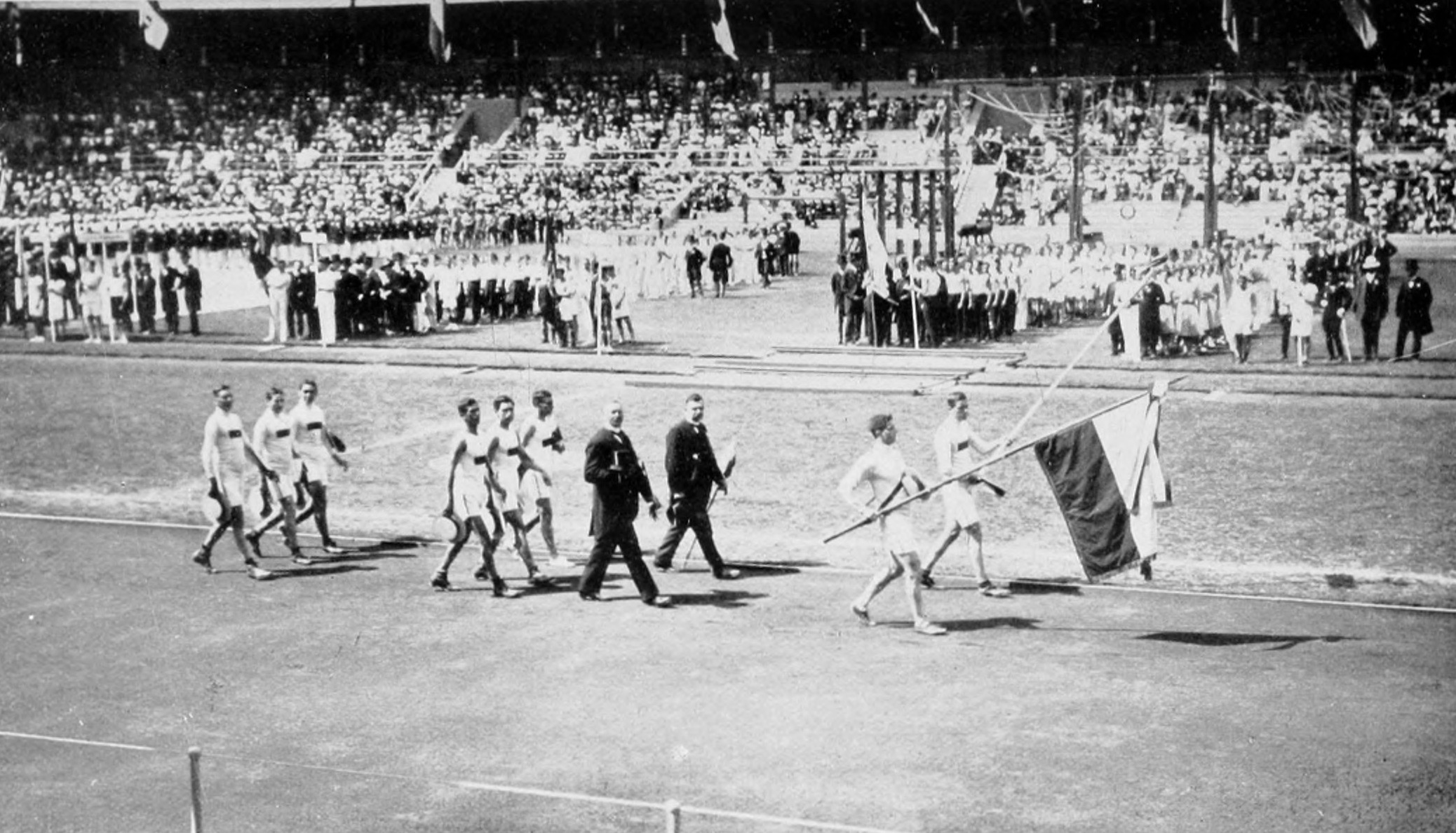
El equipo chileno en la ceremonia de inauguración de los Juegos.

La participación de Chile en los Juegos Olímpicos de Estocolmo 1912 fue la segunda actuación olímpica de ese país luego de tres ediciones de ausencia. La delegación chilena estuvo compuesta de catorce deportistas, todos ellos hombres, que compitieron en eventos en cuatro deportes. El abanderado fue el atleta Rodolfo Hammersley.
Inicialmente, la Federación Sportiva Nacional envió  una delegación de deportistas a los Juegos Olímpicos, pero la Asociación Atlética y de Football de Chile (AFCh) —sucesora de la Football Association of Chile, constituida el mismo año en Valparaíso— también envió, por su cuenta, a su propia delegación de deportistas, cuestión que provocó sorpresa en el Comité Olímpico Internacional, dado que, por primera vez en la historia, un país enviaba doble representación deportiva. Después de un estudio de los antecedentes, el COI reconoció en forma oficial a la embajada deportiva de la Federación Sportiva Nacional, presidida por Máximo Kahni, y obligó a los atletas de Valparaíso  a reconocer a dicha entidad para participar en las pruebas olímpicas.
El equipo olímpico chileno no obtuvo ninguna medalla y tampoco se adjudicó diplomas olímpicos (puestos premiados).

## Atletismo
Seis atletas representaron a Chile. Fue la segunda aparición del país en esta disciplina.
| Atleta             | Eventos                     | Eliminatorias | Eliminatorias | Semifinal  | Semifinal  | Final      | Final      |
| Atleta             | Eventos                     | Resultado     | Lugar         | Resultado  | Lugar      | Resultado  | Lugar      |
| ------------------ | --------------------------- | ------------- | ------------- | ---------- | ---------- | ---------- | ---------- |
| Pablo Eitel        | 100 m                       | ?             | 6             | No pasó    | No pasó    | No pasó    | No pasó    |
| Pablo Eitel        | 200 m                       | ?             | 5             | No pasó    | No pasó    | No pasó    | No pasó    |
| Pablo Eitel        | 110 m vallas                | 17.2          | 1             | ?          | 4          | No pasó    | No pasó    |
| Rodolfo Hammersley | Salto en altura             | N/A           | N/A           | 1.60       | 28         | No pasó    | No pasó    |
| Rodolfo Hammersley | Salto en altura sin impulso | N/A           | N/A           | 1.40       | 13         | No pasó    | No pasó    |
| Federico Mueller   | 800 m                       | ?             | 5-7           | No pasó    | No pasó    | No pasó    | No pasó    |
| Leopoldo Palma     | 800 m                       | ?             | 4             | No pasó    | No pasó    | No pasó    | No pasó    |
| Rolando Salinas    | 10 km marcha                | N/A           | N/A           | N/A        | N/A        | No comenzó | No comenzó |
| Alfonso Sánchez    | 5000 m                      | N/A           | N/A           | No terminó | No terminó | No pasó    | No pasó    |
| Alfonso Sánchez    | 10000 m                     | N/A           | N/A           | No terminó | No terminó | No pasó    | No pasó    |
| Alfonso Sánchez    | Maratón                     | N/A           | N/A           | N/A        | N/A        | No comenzó | No comenzó |

## Ciclismo
Cuatro ciclistas representaron a Chile. Fue la primera aparición del país en esta disciplina.
| Ciclista                                                   | Eventos                 | Final      | Final |
| Ciclista                                                   | Eventos                 | Resultado  | Lugar |
| ---------------------------------------------------------- | ----------------------- | ---------- | ----- |
| Alberto Downey                                             | Contrarreloj individual | 11:53:02.5 | 42    |
| Arturo Friedemann                                          | Contrarreloj individual | 12:28:20.8 | 67    |
| Cárlos Koller                                              | Contrarreloj individual | 12:13:49.2 | 58    |
| José Torres                                                | Contrarreloj individual | 12:39:39.5 | 74    |
| Alberto Downey Arturo Friedemann Carlos Koller José Torres | Contrarreloj equipos    | 49:14:52.0 | 9     |

## Equitación
Dos equitadores representaron a Chile. Fue el debut del país en dicha disciplina.
Saltos
| Jinete           | Caballa | Evento     | Final          | Final |
| Jinete           | Caballa | Evento     | Penalizaciones | Lugar |
| ---------------- | ------- | ---------- | -------------- | ----- |
| Enrique Deichler | Chile   | Individual | 14             | 16    |
| Elías Yáñez      | Patria  | Individual | 24             | 25    |

## Tiro
Dos tiradores representaron a Chile. Fue el debut del país en dicha disciplina.
| Tirador       | Evento                       | Final     | Final |
| Tirador       | Evento                       | Resultado | Lugar |
| ------------- | ---------------------------- | --------- | ----- |
| Félix Alegría | Rifle libre 600 m            | 61        | 72    |
| Félix Alegría | Rifle militar 300 m          | 77        | 48    |
| Félix Alegría | Pistola 50 m                 | 406       | 38    |
| Félix Alegría | Pistola rápida de fuego 25 m | 259       | 25    |
| Harald Ekwall | Rifle libre 600 m            | 67        | 67    |
| Harald Ekwall | Rifle militar 300 m          | 80        | 43    |
| Harald Ekwall | Pistola 50 m                 | 430       | 23    |
| Harald Ekwall | Pistola rápida de fuego 25 m | 217       | 38    |